# Список железнодорожных станций и платформ Москвы

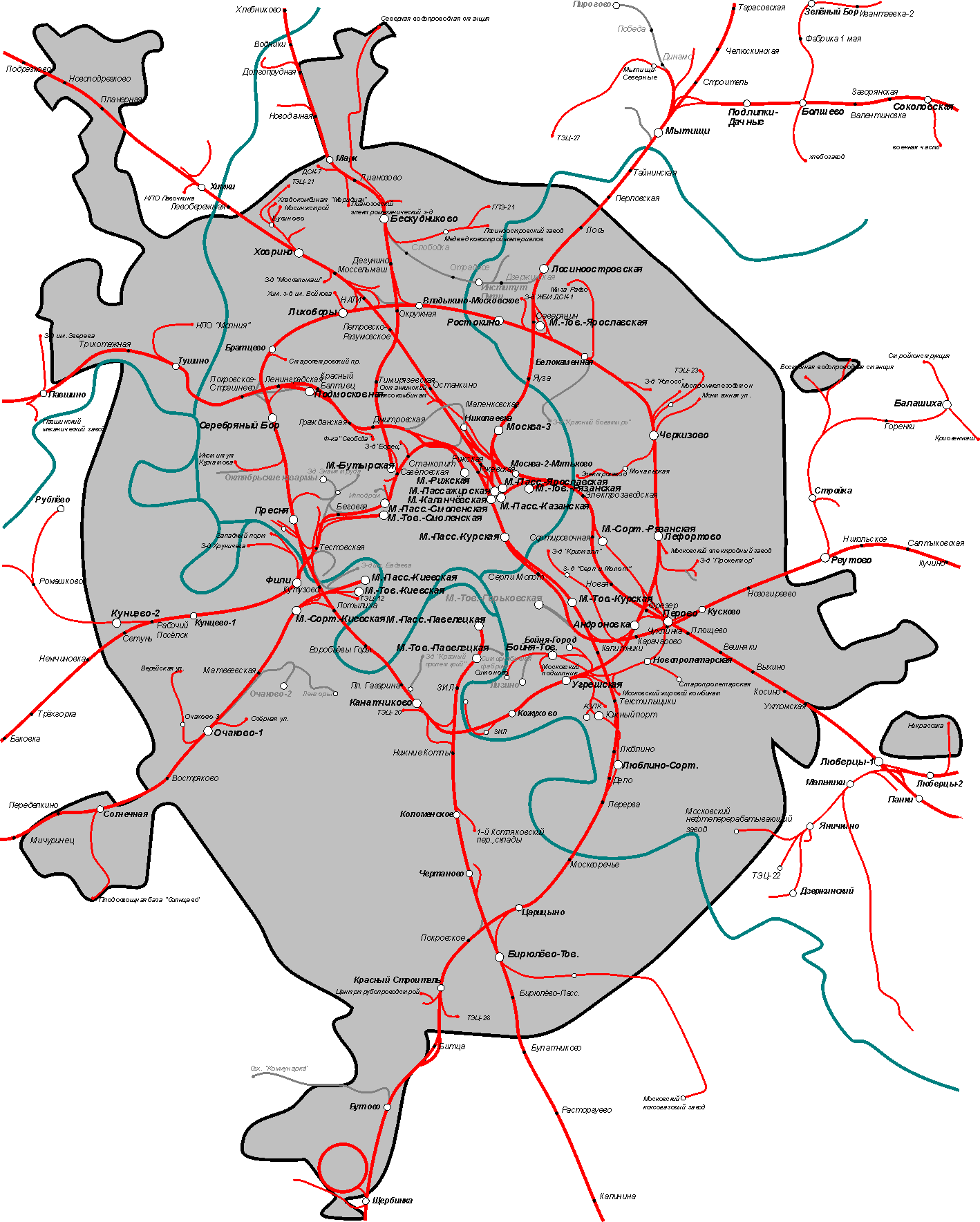
Схема железнодорожной сети Москвы по состоянию на 2007 год

В данном списке представлена информация о железнодорожных остановочных и раздельных пунктах, расположенных на территории Москвы. В списке указаны все пункты общего пользования, принадлежащие основному владельцу железнодорожной инфраструктуры — компании «Российские железные дороги» (или её предшественникам для закрытых пунктов). Ведомственные линии и их пункты в список не включены.
В списке в виде таблицы указаны:
- название и тип объекта по официальным документам (для станций указан также основной характер работы и классность);
- дата открытия объекта;
- данные о его расположении — район города, официальный километраж на железнодорожной линии и ссылки на карты с местом расположения;
- код пункта в системе ЕСР со ссылкой на справочник osm дополнительное описание пункта;
- пересадки на другие станции, остановочные пункты железной дороги и других видов внеуличного транспорта Москвы.

Список разбит по отдельным железнодорожным линиям, на каждой линии пункты указываются в порядке нахождения на линии. Остановочные и раздельные пункты на территории другого субъекта РФ (Московской области), находящиеся на одной линии между пунктами на территории Москвы, включены в список без деталей для обеспечения связности линии и избежания путаницы. Пункты на тупиковых ответвлениях или боковых ветвях (по отношению к главному ходу линии) указываются в списке рядом со станцией, от которой идёт ответвление, со сдвигом вправо, в случае тупиковой линии делается дополнительная пустая строка цвета линии. Станции пересечения линий, равнозначные для обеих линий, указываются в списках обеих линий со специфичной информацией.
- Все раздельные пункты линий общего пользования — станции, разъезды, путевые посты — являются структурными подразделениями вышестоящей организации (входят в неё). Обычно это один из центров организации работы железнодорожных станций (ДЦС), входящий в Московскую или Октябрьскую дирекцию управления движением (ДУД), но часть станций входят в дирекцию напрямую. Эти дирекции входят в Центральную дирекцию управления движением, являющуюся филиалом ОАО «РЖД».
- Главный (одноимённый) остановочный пункт станции в основном считается в данном списке собственно «станцией» и не указывается отдельно от неё, как остановочный пункт. Остальные остановочные пункты в большинстве случаев находятся на перегоне между соседними раздельными пунктами в списке; случаи полного или частичного нахождения в границах раздельного пункта указываются отдельно в примечании к раздельному пункту.
- Раздельные пункты, не имеющие в своих границах одноимённых тарифных неслужебных остановочных пунктов выделяются серым цветом или комментарием.
- Все линии общего пользования относятся к некоторым регионам железных дорог — филиалов ОАО «РЖД»: Московскому, Октябрьскому.
- Более частная информация по пунктам общего пользования из указанной выше приводится перед списком по каждой линии отдельно.

Серым цветом выделены раздельные пункты без одноимённых тарифных остановочных пунктов (то есть либо остановок пассажирских поездов нет, либо остановка служебная/нетарифная).

## Главный ход Октябрьской железной дороги(Ленинградское направление)
Линия Московского региона Октябрьской железной дороги. На данном направлении располагаются 4 станции и 9 остановочных пунктов. Все станции входят в Московский ДЦС-1 Октябрьской ДУД. По этому направлению следуют электрички МЦД-3 на Крюково.
| Название                                          | Тип                                    | Дата открытия                          | Район города                                     | Километраж                             | На карте                                                                | Код ЕСР                                | Пересадки                                                               |
| ------------------------------------------------- | -------------------------------------- | -------------------------------------- | ------------------------------------------------ | -------------------------------------- | ----------------------------------------------------------------------- | -------------------------------------- | ----------------------------------------------------------------------- |
| Москва-Пассажирская (Ленинградский вокзал)        | станция пассажирская внеклассная       | 1851                                   | Красносельский                                   | 649,7 км (0 км)                        | (T) (Я) (O) (W)                                                         | 060073                                 | Казанский вокзал Ярославский вокзал Площадь трёх вокзалов Комсомольская |
| Рижская                                           | остановочный пункт                     | 1958                                   | Алексеевский Мещанский                           | 647,3 км (2,4 км)                      | (T) (Я) (O) (W) — платформы № 1 и 2 (T) (Я) (O) (W) — платформы № 3 и 4 | 060069                                 | Рижский вокзал Рижская                                                  |
| Москва-Товарная                                   | станция грузовая 1 класса              | 1851                                   | Алексеевский Мещанский Марьина роща Останкинский | ?                                      | (T) (Я) (O) (W)                                                         | 060232                                 |                                                                         |
| Останкино                                         | остановочный пункт                     | 1915                                   | Бутырский Марфино Останкинский                   | 644,1 км (5,6 км)                      | (T) (Я) (O) (W)                                                         | 060054                                 | Бутырская                                                               |
| Петровско-Разумовская                             | остановочный пункт                     | 1874                                   | Тимирязевский                                    | 640,6 км (9,1 км)                      | (T) (Я) (O) (W)                                                         | 060048                                 | Петровско-Разумовская                                                   |
| Лихоборы                                          | остановочный пункт                     | 1946                                   | Головинский Западное Дегунино                    | 639,1 км (10,6 км)                     | (T) (Я) (O) (W)                                                         | 060035                                 | Лихоборы                                                                |
| Моссельмаш                                        | остановочный пункт                     | 1949                                   | Головинский Западное Дегунино                    | 637,1 км (12,6 км)                     | (T) (Я) (O) (W)                                                         | 060020                                 |                                                                         |
| Грачёвская                                        | остановочный пункт                     | 1893                                   | Западное Дегунино Ховрино                        | 635,8 км (13,9 км)                     | (T) (Я) (O) (W)                                                         | 060001                                 |                                                                         |
| Ховрино                                           | станция грузовая 1 класса              | 1893                                   | Западное Дегунино Ховрино                        | ?                                      | (T) (Я) (O) (W)                                                         | 060001                                 |                                                                         |
| Ховрино                                           | остановочный пункт                     | 2020                                   | Западное Дегунино Ховрино                        | 634 км (15,7 км)                       | (T) (Я) (O) (W)                                                         | ?                                      | Ховрино                                                                 |
| Левобережная                                      | Смотрите список для Московской области | Смотрите список для Московской области | Смотрите список для Московской области           | Смотрите список для Московской области | Смотрите список для Московской области                                  | Смотрите список для Московской области | Смотрите список для Московской области                                  |
| Химки                                             | Смотрите список для Московской области | Смотрите список для Московской области | Смотрите список для Московской области           | Смотрите список для Московской области | Смотрите список для Московской области                                  | Смотрите список для Московской области | Смотрите список для Московской области                                  |
| Молжаниново                                       | остановочный пункт                     | 1932                                   | Молжаниновский                                   | 625,7 км (24,0 км)                     | (T) (Я) (O) (W)                                                         | 060317                                 |                                                                         |
| Новоподрезково                                    | остановочный пункт                     | 1958                                   | Молжаниновский                                   | 623,3 км (26,4 км)                     | (T) (Я) (O) (W)                                                         | 060321                                 |                                                                         |
| Подрезково                                        | Смотрите список для Московской области | Смотрите список для Московской области | Смотрите список для Московской области           | Смотрите список для Московской области | Смотрите список для Московской области                                  | Смотрите список для Московской области | Смотрите список для Московской области                                  |
| Сходня                                            | Смотрите список для Московской области | Смотрите список для Московской области | Смотрите список для Московской области           | Смотрите список для Московской области | Смотрите список для Московской области                                  | Смотрите список для Московской области | Смотрите список для Московской области                                  |
| Фирсановская                                      | Смотрите список для Московской области | Смотрите список для Московской области | Смотрите список для Московской области           | Смотрите список для Московской области | Смотрите список для Московской области                                  | Смотрите список для Московской области | Смотрите список для Московской области                                  |
| Малино                                            | Смотрите список для Московской области | Смотрите список для Московской области | Смотрите список для Московской области           | Смотрите список для Московской области | Смотрите список для Московской области                                  | Смотрите список для Московской области | Смотрите список для Московской области                                  |
| Крюково                                           | станция промежуточная 2 класса         | 1851                                   | Крюково Старое Крюково Силино                    | 611,2 км (38,5 км)                     | (T) (Я) (O) (W)                                                         | 060433                                 |                                                                         |
| Далее линия идёт по территории Московской области |                                        |                                        |                                                  |                                        |                                                                         |                                        |                                                                         |

## Ярославское направление
Линия Московско-Курского региона Московской железной дороги. На данном направлении располагаются 2 станции и 5 остановочных пунктов. Все станции входят в Московско-Курский ДЦС-1 Московской ДУД. По этому направлению планируются электрички МЦД-5 на Пушкино.
| Название                                             | Тип                              | Дата открытия | Район города                              | Километраж | Координаты      | Код ЕСР | Пересадки                                                                 |
| ---------------------------------------------------- | -------------------------------- | ------------- | ----------------------------------------- | ---------- | --------------- | ------- | ------------------------------------------------------------------------- |
| Москва-Пассажирская-Ярославская (Ярославский вокзал) | станция пассажирская внеклассная | 1862          | Красносельский                            | 0 км       | (T) (Я) (O) (W) | 195506  | Казанский вокзал Ленинградский вокзал Площадь трёх вокзалов Комсомольская |
| Москва III                                           | остановочный пункт               | 1929          | Алексеевский Сокольники                   | 2,9 км     | (T) (Я) (O) (W) | 195514  |                                                                           |
| Маленковская                                         | остановочный пункт               | 1934          | Алексеевский Сокольники                   | 4,5 км     | (T) (Я) (O) (W) | 195529  |                                                                           |
| Яуза                                                 | остановочный пункт               | 1915          | Богородское Ростокино                     | 6,2 км     | (T) (Я) (O) (W) | 195533  |                                                                           |
| Ростокино                                            | остановочный пункт               | 1932          | Ярославский                               | 7,5 км     | (T) (Я) (O) (W) | 195548  | Ростокино                                                                 |
| Лосиноостровская                                     | станция участковая 1 класса      | 1902          | Бабушкинский Лосиноостровский Ярославский | 10,2 км    | (T) (Я) (O) (W) | 195406  |                                                                           |
| Лось                                                 | остановочный пункт               | 1929          | Ярославский                               | 12,0 км    | (T) (Я) (O) (W) | 195410  |                                                                           |
| Далее линия идёт по территории Московской области    |                                  |               |                                           |            |                 |         |                                                                           |

## КазанскоеиРязанскоенаправления
Линии Московско-Курского региона Московской железной дороги. На территории Москвы два направления совмещены и расходятся только в Московской области. На данном направлении располагаются 3 станции и 8 остановочных пунктов. Все станции входят в Московско-Горьковский ДЦС-8 Московской ДУД. По Рязанскому направлению следуют электрички МЦД-3 на Раменское.
| Название                                          | Тип                              | Дата открытия | Район города                                     | Километраж | Координаты      | Код ЕСР | Пересадки                                                                   |
| ------------------------------------------------- | -------------------------------- | ------------- | ------------------------------------------------ | ---------- | --------------- | ------- | --------------------------------------------------------------------------- |
| Москва-Пассажирская-Казанская (Казанский вокзал)  | станция пассажирская внеклассная | 1862          | Красносельский                                   | 0 км       | (T) (Я) (O) (W) | 193909  | Ленинградский вокзал Ярославский вокзал Площадь трёх вокзалов Комсомольская |
| Москва-Товарная-Рязанская                         | станция грузовая 2 класса        | 1897          | Алексеевский Мещанский Марьина роща Останкинский | 2,1 км     | (T) (Я) (O) (W) | 194013  |                                                                             |
| Электрозаводская                                  | остановочный пункт               | 1949          | Басманный Соколиная Гора                         | 3,5 км     | (T) (Я) (O) (W) | 194028  | Электрозаводская                                                            |
| Сортировочная                                     | остановочный пункт               | ?             | Лефортово Соколиная Гора                         | 5,4 км     | (T) (Я) (O) (W) | 194032  |                                                                             |
| Авиамоторная                                      | остановочный пункт               | 1942          | Лефортово Перово                                 | 7,1 км     | (T) (Я) (O) (W) | 193913  | Авиамоторная                                                                |
| Андроновка                                        | остановочный пункт               | 1932          | Нижегородский Перово                             | 8,5 км     | (T) (Я) (O) (W) | 193928  | Андроновка                                                                  |
| Перово                                            | станция участковая 1 класса      | 1862          | Нижегородский Перово                             | 10,3 км    | (T) (Я) (O) (W) | 193805  | Чухлинка                                                                    |
| Плющево                                           | остановочный пункт               | 1894          | Вешняки Рязанский                                | 11,2 км    | (T) (Я) (O) (W) | 193810  |                                                                             |
| Вешняки                                           | остановочный пункт               | 1879          | Вешняки Выхино-Жулебино Рязанский                | 13,1 км    | (T) (Я) (O) (W) | 193824  | Рязанский проспект                                                          |
| Выхино                                            | остановочный пункт               | 1966          | Вешняки Выхино-Жулебино                          | 14,3 км    | (T) (Я) (O) (W) | 193839  | Выхино                                                                      |
| Косино                                            | остановочный пункт               | 1894          | Выхино-Жулебино Косино-Ухтомский                 | 16,5 км    | (T) (Я) (O) (W) | 193843  | Лермонтовский проспект Косино                                               |
| Далее линия идёт по территории Московской области |                                  |               |                                                  |            |                 |         |                                                                             |

## Горьковское направление
Линия Московско-Курского региона Московской железной дороги. На данном направлении располагаются 2 станции и 4 остановочных пункта. Все станции входят в Московско-Курский ДЦС-1 Московской ДУД. По этому направлению следуют электрички МЦД-4 на Железнодорожную.
| Название                                          | Тип                              | Дата открытия | Район города            | Километраж | Координаты      | Код ЕСР                                                  | Пересадки                              |
| ------------------------------------------------- | -------------------------------- | ------------- | ----------------------- | ---------- | --------------- | -------------------------------------------------------- | -------------------------------------- |
| Москва-Пассажирская-Курская (Курский вокзал)      | станция пассажирская внеклассная | 1861          | Басманный               | 0 км       | (T) (Я) (O) (W) | 191551 Архивная копия от 4 марта 2016 на Wayback Machine | Курская Чкаловская                     |
| Серп и Молот                                      | остановочный пункт               | 1936          | Лефортово Таганский     | 1,7 км     | (T) (Я) (O) (W) | 193735                                                   | Москва-Товарная Площадь Ильича Римская |
| Нижегородская                                     | остановочный пункт               | 1932          | Лефортово Нижегородский | 5,5 км     | (T) (Я) (O) (W) | 193720                                                   | Нижегородская                          |
| Чухлинка                                          | остановочный пункт               | 1897          | Нижегородский Рязанский | 7,7 км     | (T) (Я) (O) (W) | 193716                                                   | Перово                                 |
| Кусково                                           | станция участковая 2 класса      | 1861          | Вешняки Новогиреево     | 9,7 км     | (T) (Я) (O) (W) | 193701                                                   |                                        |
| Новогиреево                                       | остановочный пункт               | 1908          | Вешняки Новогиреево     | 11,2 км    | (T) (Я) (O) (W) | 193743                                                   | Новогиреево                            |
| Далее линия идёт по территории Московской области |                                  |               |                         |            |                 |                                                          |                                        |

## Курское направление
Линия Московско-Курского региона Московской железной дороги. На данном направлении располагаются 7 станций и 10 остановочных пунктов. Все станции, кроме Люблино-Сортировочного, входят в Московско-Курский ДЦС-1 Московской ДУД. Люблино-Сортировочное напрямую входит в Московскую ДУД. По этому направлению следуют электрички МЦД-2 на Подольск.
| Название                                          | Тип                                    | Дата открытия                          | Район города                           | Километраж                             | Координаты                             | Код ЕСР                                                  | Пересадки                              |
| ------------------------------------------------- | -------------------------------------- | -------------------------------------- | -------------------------------------- | -------------------------------------- | -------------------------------------- | -------------------------------------------------------- | -------------------------------------- |
| Москва-Пассажирская-Курская (Курский вокзал)      | станция пассажирская внеклассная       | 1861                                   | Басманный                              | 0 км                                   | (T) (Я) (O) (W)                        | 191551 Архивная копия от 4 марта 2016 на Wayback Machine | Курская Чкаловская                     |
| Москва-Товарная-Курская                           | станция грузовая 1 класса              | 1861                                   | Лефортово Таганский                    | 3,6 км                                 | (T) (Я) (O) (W)                        | 191547                                                   | Серп и Молот Площадь Ильича Римская    |
| Калитники                                         | остановочный пункт                     | 1861                                   | Нижегородский                          | 4,0 км                                 | (T) (Я) (O) (W)                        | 190031                                                   |                                        |
| Новохохловская                                    | остановочный пункт                     | 2018                                   | Нижегородский                          | ?                                      | (T) (Я) (O) (W)                        | ?                                                        | Новохохловская                         |
| Текстильщики                                      | остановочный пункт                     | 1894                                   | Печатники Текстильщики                 | 7,3 км                                 | (T) (Я) (O) (W)                        | 190027                                                   | Текстильщики                           |
| Печатники                                         | остановочный пункт                     | 2022                                   | Печатники Текстильщики                 | ?                                      | (T) (Я) (O) (W)                        | ?                                                        | Печатники                              |
| Люблино                                           | остановочный пункт                     | 1870                                   | Люблино Печатники                      | 9,8 км                                 | (T) (Я) (O) (W)                        | 190012                                                   |                                        |
| Люблино-Сортировочное                             | станция сортировочная внеклассная      | 1904                                   | Люблино Марьино Печатники              | ?                                      | (T) (Я) (O) (W)                        | 190008                                                   |                                        |
| Депо                                              | остановочный пункт                     | 1929                                   | Люблино Печатники                      | 11,2 км                                | (T) (Я) (O) (W)                        | 191458                                                   |                                        |
| Перерва                                           | остановочный пункт                     | 1894                                   | Марьино Печатники                      | 12,8 км                                | (T) (Я) (O) (W)                        | 191443                                                   |                                        |
| Курьяново                                         | остановочный пункт                     | 2020                                   | Курьяново                              | ?                                      | (T) (Я) (O) (W)                        | ?                                                        |                                        |
| Москворечье                                       | остановочный пункт                     | 1925                                   | Москворечье-Сабурово                   | 15,1 км                                | (T) (Я) (O) (W)                        | 191439                                                   |                                        |
| Царицыно                                          | станция промежуточная 3 класса         | 1865                                   | Бирюлёво Восточное Царицыно            | 18,5 км                                | (T) (Я) (O) (W)                        | 191424                                                   | Царицыно                               |
| Покровское                                        | остановочный пункт                     | 1951                                   | Бирюлёво Западное Чертаново Южное      | 21,5 км                                | (T) (Я) (O) (W)                        | 191419                                                   |                                        |
| Красный Строитель                                 | станция промежуточная 3 класса         | 1929                                   | Бирюлёво Западное Чертаново Южное      | 23,2 км                                | (T) (Я) (O) (W)                        | 191405                                                   |                                        |
| Битца                                             | Смотрите список для Московской области | Смотрите список для Московской области | Смотрите список для Московской области | Смотрите список для Московской области | Смотрите список для Московской области | Смотрите список для Московской области                   | Смотрите список для Московской области |
| Бутово                                            | остановочный пункт                     | 1865                                   | Южное Бутово                           | 29,9 км                                | (T) (Я) (O) (W)                        | 191119                                                   |                                        |
| Щербинка                                          | станция промежуточная 3 класса         | 1895                                   | Щербинка                               | 33,5 км                                | (T) (Я) (O) (W)                        | 191104                                                   |                                        |
| Остафьево                                         | остановочный пункт                     | 2020                                   | Щербинка                               | ?                                      | (T) (Я) (O) (W)                        | ?                                                        |                                        |
| Силикатная                                        | станция грузовая 2 класса              | 1929                                   | Щербинка                               | 36,5 км                                | (T) (Я) (O) (W)                        | 191000                                                   |                                        |
| Далее линия идёт по территории Московской области |                                        |                                        |                                        |                                        |                                        |                                                          |                                        |

## Павелецкое направление
Линия Московско-Курского региона Московской железной дороги. На данном направлении располагаются 5 станций и 4 остановочных пунктов. Все станции входят в Московско-Горьковский ДЦС-8 Московской ДУД. По этому направлению планируются электрички МЦД-5 на Домодедово.
| Название                                           | Тип                              | Дата открытия | Район города                         | Километраж | Координаты                                            | Код ЕСР | Пересадки     |
| -------------------------------------------------- | -------------------------------- | ------------- | ------------------------------------ | ---------- | ----------------------------------------------------- | ------- | ------------- |
| Москва-Пассажирская-Павелецкая (Павелецкий вокзал) | станция пассажирская внеклассная | 1900          | Замоскворечье                        | 0 км       | (T) (Я) (O) (W)                                       | 193519  | Павелецкая    |
| Москва-Товарная-Павелецкая                         | станция грузовая 1 класса        | 1900          | Даниловский                          | 1,8 км     | (T) (Я) (O) (W)                                       | 193504  |               |
| Тульская                                           | остановочный пункт               | 1958          | Донской                              | 3,6 км     | (T) (Я) (O) (W)                                       | 193424  | Тульская      |
| Верхние Котлы                                      | остановочный пункт               | 2018          | Донской Нагорный                     | ?          | (T) (Я) (O) (W)                                       | ?       | Верхние Котлы |
| Нагатинская                                        | остановочный пункт               | 1958          | Нагорный                             | 6,0 км     | (T) (Я) (O) (W)                                       | 193415  | Нагатинская   |
| Коломенское                                        | станция промежуточная 3 класса   | 1900          | Москворечье-Сабурово Нагорный        | 9,3 км     | (T) (Я) (O) (W)                                       | 193400  | Варшавская    |
| Чертаново                                          | станция грузовая 3 класса        | 1936          | Царицыно Чертаново Северное          | 11,9 км    | (T) (Я) (O) (W) — платформы (T) (Я) (O) (W) — станция | 193203  |               |
| Бирюлёво-Товарное                                  | станция грузовая 1 класса        | 1900          | Бирюлёво Восточное Бирюлёво Западное | 16,6 км    | (T) (Я) (O) (W)                                       | 193307  |               |
| Бирюлёво-Пассажирское                              | остановочный пункт               | 1900          | Бирюлёво Восточное Бирюлёво Западное | 17,7 км    | (T) (Я) (O) (W)                                       | 192959  |               |
| Далее линия идёт по территории Московской области  |                                  |               |                                      |            |                                                       |         |               |

## Киевское направление
Линия Московско-Смоленского региона Московской железной дороги. На данном направлении располагаются 9 станций и 10 остановочных пунктов. Все станции входят в Московско-Смоленский ДЦС-3 Московской ДУД. По этому направлению следуют электрички МЦД-4 на Апрелевку.
| Название                                         | Тип                                    | Дата открытия                          | Район города                           | Километраж                             | Координаты                             | Код ЕСР                                | Пересадки                              |
| ------------------------------------------------ | -------------------------------------- | -------------------------------------- | -------------------------------------- | -------------------------------------- | -------------------------------------- | -------------------------------------- | -------------------------------------- |
| Москва-Пассажирская-Киевская (Киевский вокзал)   | станция пассажирская внеклассная       | 1899                                   | Дорогомилово                           | 0 км                                   | (T) (Я) (O) (W)                        | 198103                                 | Киевская                               |
| Москва-Сортировочная-Киевская                    | станция участковая 1 класса            | 1929                                   | Дорогомилово Раменки                   | 3,9 км                                 | (T) (Я) (O) (W)                        | 197907                                 |                                        |
| Минская                                          | остановочный пункт                     | 2022                                   | Дорогомилово Раменки                   | ?                                      | (T) (Я) (O) (W)                        | ?                                      | Минская                                |
| Матвеевское                                      | остановочный пункт                     | 1946                                   | Очаково-Матвеевское Раменки            | 7,2 км                                 | (T) (Я) (O) (W)                        | 180218                                 |                                        |
| Аминьевская                                      | остановочный пункт                     | 2021                                   | Очаково-Матвеевское Раменки            | ?                                      | (T) (Я) (O) (W)                        | ?                                      | Аминьевская                            |
| Очаково I                                        | станция грузовая 1 класса              | 1899                                   | Очаково-Матвеевское                    | 10,5 км                                | (T) (Я) (O) (W)                        | 180203                                 |                                        |
| Мещерская                                        | остановочный пункт                     | 1899                                   | Солнцево                               | 12,8 км                                | (T) (Я) (O) (W)                        | 180222                                 |                                        |
| Солнечная                                        | станция грузовая 1 класса              | 1899                                   | Солнцево                               | 15,7 км                                | (T) (Я) (O) (W)                        | 180504                                 |                                        |
| Новопеределкино                                  | остановочный пункт                     | 2013                                   | Солнцево                               | ?                                      | (T) (Я) (O) (W)                        | 180538                                 |                                        |
| Переделкино                                      | остановочный пункт                     | 1899                                   | Ново-Переделкино                       | 17,7 км                                | (T) (Я) (O) (W)                        | 180519                                 |                                        |
| Мичуринец                                        | остановочный пункт                     | 1949                                   | Внуково                                | 20,3 км                                | (T) (Я) (O) (W)                        | 180523                                 |                                        |
| Внуково                                          | станция промежуточная 3 класса         | 1899                                   | Внуково                                | 23,4 км                                | (T) (Я) (O) (W)                        | 180608                                 |                                        |
| Лесной Городок                                   | Смотрите список для Московской области | Смотрите список для Московской области | Смотрите список для Московской области | Смотрите список для Московской области | Смотрите список для Московской области | Смотрите список для Московской области | Смотрите список для Московской области |
| Аэропорт                                         | станция промежуточная 3 класса         | 1946                                   | Внуково                                | 32,5 км                                | (T) (Я) (O) (W)                        | 180701                                 |                                        |
| Аэропорт Внуково                                 | остановочный пункт                     | 2005                                   | Внуково                                | ?                                      | (T) (Я) (O) (W)                        | 180716                                 | Внуково Аэропорт Внуково               |
| Толстопальцево                                   | станция промежуточная 4 класса         | 1899                                   | Внуково                                | 30,9 км                                | (T) (Я) (O) (W)                        | 180805                                 |                                        |
| Кокошкино                                        | остановочный пункт                     | 1899                                   | Внуково                                | 32,3 км                                | (T) (Я) (O) (W)                        | 180812                                 |                                        |
| Санино                                           | остановочный пункт                     | 2020                                   | Внуково                                | ?                                      | (T) (Я) (O) (W)                        | ?                                      |                                        |
| Крёкшино                                         | станция промежуточная 4 класса         | 1899                                   | Внуково                                | 37,0 км                                | (T) (Я) (O) (W)                        | 180909                                 |                                        |
| Победа                                           | Смотрите список для Московской области | Смотрите список для Московской области | Смотрите список для Московской области | Смотрите список для Московской области | Смотрите список для Московской области | Смотрите список для Московской области | Смотрите список для Московской области |
| Апрелевка                                        | Смотрите список для Московской области | Смотрите список для Московской области | Смотрите список для Московской области | Смотрите список для Московской области | Смотрите список для Московской области | Смотрите список для Московской области | Смотрите список для Московской области |
| Дачная                                           | Смотрите список для Московской области | Смотрите список для Московской области | Смотрите список для Московской области | Смотрите список для Московской области | Смотрите список для Московской области | Смотрите список для Московской области | Смотрите список для Московской области |
| Алабино                                          | Смотрите список для Московской области | Смотрите список для Московской области | Смотрите список для Московской области | Смотрите список для Московской области | Смотрите список для Московской области | Смотрите список для Московской области | Смотрите список для Московской области |
| Селятино                                         | Смотрите список для Московской области | Смотрите список для Московской области | Смотрите список для Московской области | Смотрите список для Московской области | Смотрите список для Московской области | Смотрите список для Московской области | Смотрите список для Московской области |
| Рассудово                                        | остановочный пункт                     | 1899                                   | Бекасово                               | 54,2 км                                | (T) (Я) (O) (W)                        | 181117                                 |                                        |
| Ожигово                                          | остановочный пункт                     | 1964                                   | Бекасово                               | 57,1 км                                | (T) (Я) (O) (W)                        | 181121                                 |                                        |
| Бекасово I                                       | станция промежуточная 3 класса         | 1923                                   | Бекасово                               | 61,5 км                                | (T) (Я) (O) (W)                        | 180010                                 | Бекасово I (Большое кольцо МЖД)        |
| Зосимова Пустынь                                 | Смотрите список для Московской области | Смотрите список для Московской области | Смотрите список для Московской области | Смотрите список для Московской области | Смотрите список для Московской области | Смотрите список для Московской области | Смотрите список для Московской области |
| Нара                                             | Смотрите список для Московской области | Смотрите список для Московской области | Смотрите список для Московской области | Смотрите список для Московской области | Смотрите список для Московской области | Смотрите список для Московской области | Смотрите список для Московской области |
| Латышская                                        | Смотрите список для Московской области | Смотрите список для Московской области | Смотрите список для Московской области | Смотрите список для Московской области | Смотрите список для Московской области | Смотрите список для Московской области | Смотрите список для Московской области |
| Башкино                                          | Смотрите список для Московской области | Смотрите список для Московской области | Смотрите список для Московской области | Смотрите список для Московской области | Смотрите список для Московской области | Смотрите список для Московской области | Смотрите список для Московской области |
| Далее линия идёт по территории Калужской области |                                        |                                        |                                        |                                        |                                        |                                        |                                        |

## Белорусское направление
Линия Московско-Смоленского региона Московской железной дороги. На данном направлении располагаются 6 станций и 4 остановочных пункта. Все станции входят в Московско-Смоленский ДЦС-3 Московской ДУД. По этому направлению следуют электрички МЦД-1 на Одинцово.

### Линия Москва-Пассажирская-Смоленская — Кубинка
Все пассажирские станции и остановочные пункты в этом списке также обслуживают Белорусско-Савёловский диаметр МЦД.
| Название                                            | Тип                              | Дата открытия | Район города                     | Километраж | Координаты      | Код ЕСР                                                     | Пересадки            |
| --------------------------------------------------- | -------------------------------- | ------------- | -------------------------------- | ---------- | --------------- | ----------------------------------------------------------- | -------------------- |
| Москва-Пассажирская-Смоленская (Белорусский вокзал) | станция пассажирская внеклассная | 1870          | Пресненский Тверской             | 0 км       | (T) (Я) (O) (W) | 198230                                                      | Белорусская          |
| Москва-Товарная-Смоленская                          | станция грузовая 1 класса        | 1910          | Пресненский                      | ?          | (T) (Я) (O) (W) | 198207 Архивная копия от 13 декабря 2013 на Wayback Machine |                      |
| Беговая                                             | остановочный пункт               | 1964          | Пресненский                      | 2,0 км     | (T) (Я) (O) (W) | 198211                                                      | Беговая              |
| Тестовская (Москва-Сити)                            | остановочный пункт               | 1964          | Пресненский                      | 4,7 км     | (T) (Я) (O) (W) | 198226                                                      | Москва-Сити Шелепиха |
| Фили                                                | станция промежуточная 3 класса   | 1902          | Дорогомилово Филёвский Парк      | 6,4 км     | (T) (Я) (O) (W) | 181600                                                      | Фили                 |
| Славянский бульвар                                  | остановочный пункт               | 2020          | Фили-Давыдково                   | ?          | (T) (Я) (O) (W) | ?                                                           | Славянский бульвар   |
| Кунцево I                                           | станция промежуточная 4 класса   | 1874          | Кунцево Можайский Фили-Давыдково | 11,2 км    | (T) (Я) (O) (W) | 181704                                                      | Кунцевская           |
| Рабочий Посёлок                                     | остановочный пункт               | 1951          | Кунцево Можайский                | 13,4 км    | (T) (Я) (O) (W) | 181719                                                      |                      |
| Сетунь                                              | остановочный пункт               | 1932          | Можайский                        | 14,4 км    | (T) (Я) (O) (W) | 181723                                                      |                      |
| Далее линия идёт по территории Московской области   |                                  |               |                                  |            |                 |                                                             |                      |

### Линия Кунцево I — Усово
Однопутная линия от станции Кунцево I до Усово с ответвлением к Рублёво.
| Название                                          | Тип                                    | Дата открытия                          | Район города                           | Километраж                             | Координаты                             | Код ЕСР                                | Пересадки                              |
| ------------------------------------------------- | -------------------------------------- | -------------------------------------- | -------------------------------------- | -------------------------------------- | -------------------------------------- | -------------------------------------- | -------------------------------------- |
| Кунцево I                                         |                                        |                                        |                                        |                                        |                                        |                                        |                                        |
| Кунцево II                                        | станция грузовая 1 класса              | 1964                                   | Кунцево Можайский                      | ?                                      | (T) (Я) (O) (W)                        | 181808                                 |                                        |
| Ромашково                                         | Смотрите список для Московской области | Смотрите список для Московской области | Смотрите список для Московской области | Смотрите список для Московской области | Смотрите список для Московской области | Смотрите список для Московской области | Смотрите список для Московской области |
| Рублёво                                           | станция промежуточная 5 класса         | 1926                                   | Кунцево                                | ?                                      | (T) (Я) (O) (W)                        | 182001                                 |                                        |
| Далее линия идёт по территории Московской области |                                        |                                        |                                        |                                        |                                        |                                        |                                        |

## Савёловское направление
Линия Московско-Смоленского региона Московской железной дороги. На данном направлении располагаются 3 станции и 4 остановочных пункта. Все станции входят в Московско-Смоленский ДЦС-3 Московской ДУД. По этому направлению следуют электрички МЦД-1 на Лобню.
| Название                                          | Тип                       | Дата открытия | Район города                             | Километраж | Координаты      | Код ЕСР | Пересадки     |
| ------------------------------------------------- | ------------------------- | ------------- | ---------------------------------------- | ---------- | --------------- | ------- | ------------- |
| Москва-Бутырская (Савёловский вокзал)             | станция грузовая 1 класса | 1902          | Бутырский                                | 0 км       | (T) (Я) (O) (W) | 196004  | Савёловская   |
| Тимирязевская                                     | остановочный пункт        | 1987—89       | Бутырский Тимирязевский                  | 3,0 км     | (T) (Я) (O) (W) | 196019  | Тимирязевская |
| Окружная                                          | остановочный пункт        | 1911          | Марфино Тимирязевский                    | 6,4 км     | (T) (Я) (O) (W) | 196023  | Окружная      |
| Дегунино                                          | остановочный пункт        | 1973          | Восточное Дегунино Отрадное              | 8,3 км     | (T) (Я) (O) (W) | 196038  |               |
| Бескудниково                                      | станция грузовая 1 класса | 1901          | Алтуфьевский Восточное Дегунино          | 10,3 км    | (T) (Я) (O) (W) | 195800  |               |
| Лианозово                                         | остановочный пункт        | 1913          | Восточное Дегунино Дмитровский Лианозово | 12,3 км    | (T) (Я) (O) (W) | 195815  | Лианозово     |
| Марк                                              | станция грузовая 3 класса | 1901          | Дмитровский Лианозово                    | 13,6 км    | (T) (Я) (O) (W) | 237806  |               |
| Далее линия идёт по территории Московской области |                           |               |                                          |            |                 |         |               |

## Рижское направление
Линия Московско-Смоленского региона Московской железной дороги. На данном направлении располагаются 3 станции и 7 остановочных пунктов. Все станции входят в Московско-Смоленский ДЦС-3 Московской ДУД. По этому направлению следуют электрички МЦД-2 на Нахабино.
| Название                                          | Тип                           | Дата открытия | Район города                      | Километраж | Координаты      | Код ЕСР | Пересадки            |
| ------------------------------------------------- | ----------------------------- | ------------- | --------------------------------- | ---------- | --------------- | ------- | -------------------- |
| Москва-Рижская (Рижский вокзал)                   | станция пассажирская 1 класса | 1901          | Марьина Роща                      | 0 км       | (T) (Я) (O) (W) | 196127  | Рижская              |
| Марьина Роща                                      | остановочный пункт            | 2023          | Марьина роща                      | ?          |                 |         | Марьина Роща         |
| Дмитровская                                       | остановочный пункт            | 1964          | Савёловский Тимирязевский         | 4,4 км     | (T) (Я) (O) (W) | 196112  | Дмитровская          |
| Гражданская                                       | остановочный пункт            | 1901          | Савёловский Тимирязевский         | 5,9 км     | (T) (Я) (O) (W) | 196201  |                      |
| Подмосковная                                      | станция участковая 1 класса   | 1901          | Аэропорт Коптево                  | ?          | (T) (Я) (O) (W) | 196305  |                      |
| Красный Балтиец                                   | остановочный пункт            | 1945          | Аэропорт Коптево                  | 8,2 км     | (T) (Я) (O) (W) | 196216  |                      |
| Стрешнево                                         | остановочный пункт            | 1964          | Войковский Сокол                  | 10,3 км    | (T) (Я) (O) (W) | 196220  | Войковская Стрешнево |
| Щукинская                                         | остановочный пункт            | 2021          | Покровское-Стрешнево Щукино       | ?          | (T) (Я) (O) (W) | ?       | Щукинская            |
| Тушино                                            | станция грузовая 3 класса     | 1901          | Покровское-Стрешнево              | 14,9 км    | (T) (Я) (O) (W) | 196409  | Тушинская            |
| Трикотажная                                       | остановочный пункт            | 1932          | Покровское-Стрешнево Южное Тушино | 17,8 км    | (T) (Я) (O) (W) | 196413  |                      |
| Волоколамская                                     | остановочный пункт            | 2019          | Митино                            | ?          | (T) (Я) (O) (W) | ?       | Волоколамская        |
| Далее линия идёт по территории Московской области |                               |               |                                   |            |                 |         |                      |

## Алексеевская соединительная линия
Линия Московско-Курского и Московско-Смоленского регионов Московской железной дороги. Связывает Курское, Горьковское, Рижское, Савёловское и Смоленское направления МЖД и Главный ход ОЖД (Ленинградское направление). На данном направлении располагаются 3 станции и 3 остановочных пункта, а также одна служебная платформа (так называемый Правительственный вокзал). Москва-Пассажирская-Смоленская входит в Московско-Смоленский ДЦС-3, а Москва-Каланчёвская и Москва-Пассажирская-Курская — в Московско-Курский ДЦС-1 Московской ДУД. Линию используют как перемычку электрички на МЦД-1, МЦД-2 и МЦД-4.
| Название                                            | Тип                                          | Дата открытия | Район города           | Километраж     | Координаты      | Код ЕСР                                                  | Пересадки                                                              |
| --------------------------------------------------- | -------------------------------------------- | ------------- | ---------------------- | -------------- | --------------- | -------------------------------------------------------- | ---------------------------------------------------------------------- |
| Москва-Пассажирская-Курская (Курский вокзал)        | станция пассажирская внеклассная             | 1861          | Басманный              | 0 км           | (T) (Я) (O) (W) | 191551 Архивная копия от 4 марта 2016 на Wayback Machine | Курская Чкаловская                                                     |
| Москва-Каланчёвская                                 | станция пассажирская техническая внеклассная | 1865          | Красносельский         | 2,2 км         | (T) (Я) (O) (W) | 191617                                                   | Ленинградский вокзал Казанский вокзал Ярославский вокзал Комсомольская |
| Рижская                                             | остановочный пункт                           | 1949          | Мещанский              | 4,0 км         | (T) (Я) (O) (W) | 191621                                                   | Рижский вокзал Рижская                                                 |
| Марьина Роща                                        | остановочный пункт                           | 2023          | Марьина Роща           | ?              |                 |                                                          | Марьина Роща                                                           |
| Савёловская                                         | остановочный пункт                           | 1964          | Бутырский Марьина роща | 9,0 км         | (T) (Я) (O) (W) | 191655                                                   | Савёловская                                                            |
| Москва-Пассажирская-Смоленская (Белорусский вокзал) | станция пассажирская внеклассная             | 1870          | Пресненский Тверской   | 12,0 км (0 км) | (T) (Я) (O) (W) | 198230                                                   | Белорусская                                                            |

## Митьковская соединительная ветвь
Линия Московско-Курского региона Московской железной дороги. Соединяет Казанское и Ярославское направления МЖД и Главный ход ОЖД (Ленинградское направление). На данной линии располагаются 2 станции. Обе станции входят в Московско-Горьковский ДЦС-8 Московской ДУД. Линию используют как перемычку электрички на МЦД-3.
| Название           | Тип                             | Дата открытия | Район города              | Километраж | Координаты      | Код ЕСР | Пересадки  |
| ------------------ | ------------------------------- | ------------- | ------------------------- | ---------- | --------------- | ------- | ---------- |
| Николаевка         | станция техническая внеклассная | 1863          | Марьина роща Останкинский | 2,0 км     | (T) (Я) (O) (W) | 194117  |            |
| Москва II-Митьково | станция грузовая 2 класса       | 1908          | Сокольники                | 4,0 км     | (T) (Я) (O) (W) | 194121  |            |
| Митьково           | остановочный пункт              | 2024          | Сокольники                |            | (T) (Я) (O) (W) |         | Сокольники |

## Соединительная ветвь между Белорусским и Киевским направлениями
Линия Московско-Смоленского региона Московской железной дороги. Соединяет Белорусское и Киевское направления МЖД. На данной линии располагаются 2 остановочных пункта. Линию используют как перемычку электрички на МЦД-4.
| Название    | Тип                | Дата открытия | Район города          | Километраж | Координаты      | Код ЕСР | Пересадки                            |
| ----------- | ------------------ | ------------- | --------------------- | ---------- | --------------- | ------- | ------------------------------------ |
| Москва-Сити | остановочный пункт | 2023          | Пресненский           |            | (T) (Я) (O) (W) |         | Тестовская (Москва-Сити) Москва-Сити |
| Кутузовская | остановочный пункт | 2023          | Дорогомилово          |            | (T) (Я) (O) (W) |         | Кутузовская                          |
| Поклонная   | остановочный пункт | 2023          | Дорогомилово, Раменки |            | (T) (Я) (O) (W) |         | Парк Победы                          |

## Большое кольцо Московской железной дороги
Участок линии Московско-Смоленского региона Московской железной дороги. На нём располагаются 4 станции и 12 остановочных пунктов. Все станции, кроме Бекасово-Сортировочного, входят в Московско-Смоленский ДЦС-3 Московской ДУД, Бекасово-Сортировочное напрямую входит в Московскую ДУД.
| Название                                          | Тип                                               | Дата открытия                                     | Район города                                      | Километраж                                        | Координаты                                        | Код ЕСР                                           | Пересадки                                         |
| Ранее линия идёт по территории Московской области | Ранее линия идёт по территории Московской области | Ранее линия идёт по территории Московской области | Ранее линия идёт по территории Московской области | Ранее линия идёт по территории Московской области | Ранее линия идёт по территории Московской области | Ранее линия идёт по территории Московской области | Ранее линия идёт по территории Московской области |
| ------------------------------------------------- | ------------------------------------------------- | ------------------------------------------------- | ------------------------------------------------- | ------------------------------------------------- | ------------------------------------------------- | ------------------------------------------------- | ------------------------------------------------- |
| Пожитково                                         | станция промежуточная 4 класса                    | 1943                                              | Бекасово                                          | 229,2 км                                          | (T) (Я) (O) (W)                                   | 180059                                            |                                                   |
| Бекасово I                                        | станция промежуточная 3 класса                    | 1923                                              | Бекасово                                          | 233,0 км                                          | (T) (Я) (O) (W)                                   | 180010                                            | Бекасово I (Киевское направление МЖД)             |
| Бекасово-Сортировочное                            | станция сортировочная внеклассная                 | 1923                                              | Бекасово                                          | 234—246 км                                        | (T) (Я) (O) (W)                                   | 180006                                            |                                                   |
| Посёлок Киевский                                  | остановочный пункт                                | 1975                                              | Бекасово                                          | 234,4 км                                          | (T) (Я) (O) (W)                                   | 180025                                            |                                                   |
| Бекасово-Сортировочное                            | остановочный пункт                                | 1943                                              | Бекасово                                          | 235,4 км                                          | (T) (Я) (O) (W)                                   | 180006                                            |                                                   |
| Бекасово-Центральное                              | остановочный пункт                                | 1975                                              | Бекасово                                          | 236,8 км                                          | (T) (Я) (O) (W)                                   | 180031                                            |                                                   |
| 240 км                                            | остановочный пункт                                | 1975                                              | Бекасово                                          | 239,6 км                                          | (T) (Я) (O) (W)                                   | 181441                                            |                                                   |
| 241 км                                            | остановочный пункт                                | 1981                                              | Бекасово                                          | 240,2 км                                          | (T) (Я) (O) (W)                                   | 181437                                            |                                                   |
| Мачихино                                          | остановочный пункт                                | 1943                                              | Бекасово                                          | 245,1 км                                          | (T) (Я) (O) (W)                                   | 181422                                            |                                                   |
| 250 км                                            | остановочный пункт                                | ?                                                 | Бекасово                                          | 249,9 км                                          | (T) (Я) (O) (W)                                   | 181456                                            |                                                   |
| 252 км                                            | остановочный пункт                                | 1975                                              | Вороново                                          | 251,8 км                                          | (T) (Я) (O) (W)                                   | 181418                                            |                                                   |
| Кресты                                            | станция промежуточная 3 класса                    | 1943                                              | Вороново                                          | 258,1 км                                          | (T) (Я) (O) (W)                                   | 181403                                            |                                                   |
| Новогромово                                       | остановочный пункт                                | 1975                                              | Вороново                                          | 267,9 км                                          | (T) (Я) (O) (W)                                   | 181314                                            |                                                   |
| Чернецкое                                         | остановочный пункт                                | 1943                                              | Вороново                                          | 269,9 км                                          | (T) (Я) (O) (W)                                   | 181259                                            |                                                   |
| 274 км                                            | остановочный пункт                                | 1984                                              | Вороново                                          | 274,0 км                                          | (T) (Я) (O) (W)                                   | 181225                                            |                                                   |
| Вяткино                                           | остановочный пункт                                | 1975                                              | Вороново                                          | 277,0 км                                          | (T) (Я) (O) (W)                                   | 181237                                            |                                                   |
| Далее линия идёт по территории Московской области |                                                   |                                                   |                                                   |                                                   |                                                   |                                                   |                                                   |

## Малое кольцо Московской железной дороги
Линия Московско-Курского региона Московской железной дороги. Всего на линии располагаются 16 станций и 31 остановочный пункт. Все остановочные пункты обслуживают маршрут городского электропоезда Московского центрального кольца. Все станции входят в Московско-Курский ДЦС-1 Московской ДУД.
| Название              | Тип                            | Дата открытия | Район города                  | Километраж | Координаты                                                                | Код ЕСР | Пересадки                            |
| --------------------- | ------------------------------ | ------------- | ----------------------------- | ---------- | ------------------------------------------------------------------------- | ------- | ------------------------------------ |
| Окружная              | остановочный пункт             | 2016          | Бескудниковский Тимирязевский | 1,0 км     | (T) (Я) (O) (W)                                                           | ?       | Окружная                             |
| Владыкино-Московское  | станция промежуточная 4 класса | 1908          | Останкинский Отрадное         | 2,4 км     | (T) (Я) (O) (W)                                                           | 198917  |                                      |
| Владыкино             | остановочный пункт             | 2016          | Марфино Отрадное              | 2,4 км     | (T) (Я) (O) (W)                                                           | ?       | Владыкино                            |
| Ботанический сад      | остановочный пункт             | 2016          | Ростокино Свиблово            | 5,3 км     | (T) (Я) (O) (W)                                                           | ?       | Ботанический сад                     |
| Ростокино             | станция промежуточная 4 класса | 1908          | Ростокино                     | 6,5 км     | (T) (Я) (O) (W)                                                           | 199017  |                                      |
| Ростокино             | остановочный пункт             | 2016          | Ростокино Ярославский         | 7,1 км     | (T) (Я) (O) (W)                                                           | ?       | Ростокино                            |
| Белокаменная          | станция промежуточная 4 класса | 1908          | Богородское Метрогородок      | 9,7 км     | (T) (Я) (O) (W)                                                           | 199110  |                                      |
| Белокаменная          | остановочный пункт             | 2016          | Богородское Метрогородок      | 9,7 км     | (T) (Я) (O) (W)                                                           | ?       |                                      |
| Бульвар Рокоссовского | остановочный пункт             | 2016          | Богородское Метрогородок      | 12,3 км    | (T) (Я) (O) (W)                                                           | ?       | Бульвар Рокоссовского                |
| Локомотив             | остановочный пункт             | 2016          | Гольяново Преображенское      | 13,8 км    | (T) (Я) (O) (W)                                                           | ?       | Черкизовская Восточный вокзал        |
| Черкизово             | станция грузовая 3 класса      | 1908          | Гольяново Преображенское      | 13,9 км    | (T) (Я) (O) (W)                                                           | 199208  |                                      |
| Измайлово             | остановочный пункт             | 2016          | Измайлово Соколиная Гора      | 15,5 км    | (T) (Я) (O) (W)                                                           | ?       | Партизанская                         |
| Соколиная Гора        | остановочный пункт             | 2016          | Измайлово Соколиная Гора      | 17,6 км    | (T) (Я) (O) (W)                                                           | ?       |                                      |
| Лефортово             | станция промежуточная 4 класса | 1908          | Перово Соколиная Гора         | 18,6 км    | (T) (Я) (O) (W)                                                           | 199303  |                                      |
| Шоссе Энтузиастов     | остановочный пункт             | 2016          | Соколиная Гора                | 19,0 км    | (T) (Я) (O) (W)                                                           | ?       | Шоссе Энтузиастов                    |
| Андроновка            | остановочный пункт             | 2016          | Перово                        | 20,5 км    | (T) (Я) (O) (W)                                                           | ?       | Андроновка                           |
| Андроновка            | станция промежуточная 3 класса | 1908          | Лефортово Нижегородский       | 21,2 км    | (T) (Я) (O) (W)                                                           | 199318  |                                      |
| Северный пост         | станция промежуточная 4 класса | ?             | Лефортово                     | ?          | (T) (Я) (O) (W)                                                           | 199322  |                                      |
| Нижегородская         | остановочный пункт             | 2016          | Лефортово Нижегородский       | 22,3 км    | (T) (Я) (O) (W)                                                           | ?       | Нижегородская                        |
| Новохохловская        | остановочный пункт             | 2016          | Нижегородский                 | 23,4 км    | (T) (Я) (O) (W)                                                           | ?       | Новохохловская                       |
| Новопролетарская      | станция грузовая 3 класса      | 1933          | Рязанский Текстильщики        | 3,0 км     | (T) (Я) (O) (W) — новый парк (T) (Я) (O) (W) — старый парк                | 199801  |                                      |
| Бойня                 | станция промежуточная 4 класса | 1893          | Печатники                     | 5,0 км     | (T) (Я) (O) (W) — товарный парк (T) (Я) (O) (W) — городской парк          | 199712  |                                      |
| Москва-Южный Порт     | станция промежуточная 4 класса | 1971          | Печатники                     | 2,0 км     | (T) (Я) (O) (W) — парк «Южный Порт» (T) (Я) (O) (W) — парк «Южная Гавань» | 199411  |                                      |
| Угрешская             | остановочный пункт             | 2016          | Печатники                     | 24,8 км    | (T) (Я) (O) (W)                                                           | ?       |                                      |
| Угрешская             | станция участковая 3 класса    | 1908          | Печатники                     | 25,5 км    | (T) (Я) (O) (W)                                                           | 199515  |                                      |
| Дубровка              | остановочный пункт             | 2016          | Южнопортовый                  | 26,2 км    | (T) (Я) (O) (W)                                                           | ?       | Дубровка                             |
| Автозаводская         | остановочный пункт             | 2016          | Даниловский                   | 27,4 км    | (T) (Я) (O) (W)                                                           | ?       | Автозаводская                        |
| Кожухово              | станция участковая 3 класса    | 1908          | Даниловский                   | 27,9 км    | (T) (Я) (O) (W)                                                           | 199619  |                                      |
| ЗИЛ                   | остановочный пункт             | 2016          | Даниловский                   | 28,8 км    | (T) (Я) (O) (W)                                                           | ?       | ЗИЛ                                  |
| Верхние Котлы         | остановочный пункт             | 2016          | Донской Нагорный              | 30,9 км    | (T) (Я) (O) (W)                                                           | ?       | Верхние Котлы Нагатинская            |
| Крымская              | остановочный пункт             | 2016          | Донской Котловка Нагорный     | 31,7 км    | (T) (Я) (O) (W)                                                           | ?       | Крымская                             |
| Канатчиково           | станция участковая 3 класса    | 1908          | Академический Донской         | 33,4 км    | (T) (Я) (O) (W)                                                           | 198372  |                                      |
| Площадь Гагарина      | остановочный пункт             | 2016          | Гагаринский Донской           | 34,0 км    | (T) (Я) (O) (W)                                                           | ?       | Ленинский проспект                   |
| Лужники               | остановочный пункт             | 2016          | Хамовники                     | 36,3 км    | (T) (Я) (O) (W)                                                           | ?       | Спортивная                           |
| Кутузовская           | остановочный пункт             | 2016          | Дорогомилово                  | 39,0 км    | (T) (Я) (O) (W)                                                           | ?       | Кутузовская                          |
| Москва-Сити           | остановочный пункт             | 2016          | Пресненский                   | 39,9 км    | (T) (Я) (O) (W)                                                           | ?       | Тестовская (Москва-Сити) Москва-Сити |
| Шелепиха              | остановочный пункт             | 2016          | Пресненский                   | 41,0 км    | (T) (Я) (O) (W)                                                           | ?       | Тестовская (Москва-Сити)             |
| Пресня                | станция участковая 2 класса    | 1908          | Хорошёвский Дорогомилово      | 42,2 км    | (T) (Я) (O) (W) — парк «Пресня» (T) (Я) (O) (W) — парк «Кутузово»         | 198508  |                                      |
| Хорошёво              | остановочный пункт             | 2016          | Хорошёвский Хорошёво-Мнёвники | 43,6 км    | (T) (Я) (O) (W)                                                           | ?       | Полежаевская Хорошёвская             |
| Зорге                 | остановочный пункт             | 2016          | Хорошёвский Хорошёво-Мнёвники | 44,8 км    | (T) (Я) (O) (W)                                                           | ?       | Октябрьское Поле                     |
| Панфиловская          | остановочный пункт             | 2016          | Сокол Щукино                  | 46,1 км    | (T) (Я) (O) (W)                                                           | ?       | Октябрьское Поле                     |
| Серебряный Бор        | станция промежуточная 4 класса | 1908          | Сокол Щукино                  | 46,5 км    | (T) (Я) (O) (W)                                                           | 198616  |                                      |
| Стрешнево             | остановочный пункт             | 2016          | Войковский Щукино             | 47,9 км    | (T) (Я) (O) (W)                                                           | ?       | Стрешнево Войковская                 |
| Балтийская            | остановочный пункт             | 2016          | Войковский                    | 49,5 км    | (T) (Я) (O) (W)                                                           | ?       | Войковская                           |
| Коптево               | остановочный пункт             | 2016          | Коптево                       | 51,6 км    | (T) (Я) (O) (W)                                                           | ?       |                                      |
| Лихоборы              | станция промежуточная 4 класса | 1908          | Головинский Коптево           | 52,4 км    | (T) (Я) (O) (W) — парк «Лихоборы» (T) (Я) (O) (W) — парк «Братцево»       | 198813  |                                      |
| Лихоборы              | остановочный пункт             | 2016          | Головинский Коптево           | 53,7 км    | (T) (Я) (O) (W)                                                           | ?       | Лихоборы                             |

## Закрытые
Указаны закрытые / недействующие по факту пункты, не вошедшие в качестве частей в другие существующие пункты. Признаками закрытия раздельного пункта являются отсутствие путевого/стрелочного развития, неработающие светофоры и пост ЭЦ. Не указываются раздельные пункты, вошедшие, например, в качестве парка в другие раздельные пункты (они при наличии информации указываются в комментарии к существующему пункту); пункты пониженные в статусе (станция до поста или о.п., разъезд до о.п. и т. п., в том числе с переименованием). Тем не менее, указываются закрытые (то есть с прекращённым пассажирским движением) о.п., даже если их место находится в границах существующего раздельного пункта.
Официально такие пункты (и/или линии, на которых они находятся) могут быть закрыты, законсервированы, но могут де-юре оставаться действующими.
| Изображение                       | Название                                                           | Улицы                                                           | Район                          | Координаты      |
| --------------------------------- | ------------------------------------------------------------------ | --------------------------------------------------------------- | ------------------------------ | --------------- |
| Ярославское направление           |                                                                    |                                                                 |                                |                 |
|                                   | Платформа Северянин Код 195548                                     | Проспект Мира, Северянинский проезд                             | Ярославский                    | (T) (Я) (O) (W) |
| Внешнее изображение               | Москва-Товарная-Ярославская Код 195603                             | Улица Красная Сосна, Северянинский проезд                       | Ярославский                    | (T) (Я) (O) (W) |
| Горьковское направление           |                                                                    |                                                                 |                                |                 |
|                                   | Москва-Товарная-Горьковская (Нижегородский вокзал)                 | Нижегородская улица, Новорогожская улица                        | Таганский                      | (T) (Я) (O) (W) |
| Внешнее изображение               | Москва Рогожская                                                   | Международная улица, Новорогожская улица                        | Таганский                      | (T) (Я) (O) (W) |
| Внешнее изображение               | Пост 5 км (ранее Пост 4 км, Пост № 4, Телеграфный пост 2-й версты) | Авиамоторная улица, Смирновская улица                           | Нижегородский, Лефортово       | (T) (Я) (O) (W) |
|                                   | Платформа Карачарово Код 193720                                    | Рязанский проспект, Перовское шоссе                             | Нижегородский                  | (T) (Я) (O) (W) |
| Киевское направление              |                                                                    |                                                                 |                                |                 |
|                                   | Ленинские Горы                                                     | Ломоносовский проспект, Менделеевская улица                     | Раменки                        | (T) (Я) (O) (W) |
|                                   | Очаково II                                                         | Мосфильмовская улица                                            | Раменки                        | (T) (Я) (O) (W) |
| Савёловское направление           |                                                                    |                                                                 |                                |                 |
|                                   | Пост Тимирязево                                                    | Дмитровское шоссе                                               | Тимирязевский, Бутырский       | (T) (Я) (O) (W) |
| Рижское направление               |                                                                    |                                                                 |                                |                 |
|                                   | Платформа Ленинградская 9,9 км Код ЕСР 196220                      | 1-й Войковский проезд                                           | Войковский, Сокол              | (T) (Я) (O) (W) |
|                                   | Платформа Покровское-Стрешнево 11,2 км Код ЕСР 196316              | Волоколамское шоссе                                             | Покровское-Стрешнево, Щукино   | (T) (Я) (O) (W) |
| Большое кольцо                    |                                                                    |                                                                 |                                |                 |
|                                   | Платформа 238 км / Бекасово-Центральное                            | деревня Архангельское                                           | Бекасово                       | (T) (Я) (O) (W) |
| Малое кольцо                      |                                                                    |                                                                 |                                |                 |
| Бывшее станционное здание         | Лизино                                                             | Улица Ленинская Слобода                                         | Даниловский                    | (T) (Я) (O) (W) |
|                                   | Симоново                                                           | Крутицкая набережная                                            | Даниловский                    | (T) (Я) (O) (W) |
|                                   | Воробьёвы Горы Код 198419                                          | Улица Хамовнический Вал                                         | Хамовники                      | (T) (Я) (O) (W) |
|                                   | Остановочный пункт Потылиха                                        | Улица Потылиха                                                  | Раменки, Дорогомилово          | (T) (Я) (O) (W) |
|                                   | Октябрьские Казармы                                                | Хорошёвское шоссе, 2-й Хорошёвский проезд                       | Хорошёвский                    | (T) (Я) (O) (W) |
|                                   | Остановочный пункт Военное Поле                                    | Площадь Маршала Устинова                                        | Хорошёво-Мнёвники, Хорошёвский | (T) (Я) (O) (W) |
|                                   | Братцево Код 198705                                                | Улица Адмирала Макарова                                         | Войковский                     | (T) (Я) (O) (W) |
| Алексеевская соединительная линия |                                                                    |                                                                 |                                |                 |
|                                   | Пост-Алексеевский                                                  | 3-я улица Марьиной Рощи                                         | Марьина Роща                   | (T) (Я) (O) (W) |
|                                   | Москва-Станколит                                                   | Складочная улица, улица Двинцев                                 | Марьина Роща                   | (T) (Я) (O) (W) |
| Бескудниковская ветка             |                                                                    |                                                                 |                                |                 |
|                                   | Платформа Слободка                                                 | Улица Декабристов, Алтуфьевское шоссе, улица Римского-Корсакова | Отрадное                       | (T) (Я) (O) (W) |
|                                   | Платформа Отрадное                                                 | Улица Декабристов, Сельскохозяйственная улица                   | Отрадное, Останкинский         | (T) (Я) (O) (W) |
| Внешнее изображение               | Институт пути                                                      | Проезд Русанова, Игарский проезд                                | Свиблово                       | (T) (Я) (O) (W) |
|                                   | Платформа Дзержинская                                              | Новый Берингов проезд                                           | Свиблово                       | (T) (Я) (O) (W) |
| Брянская ветка                    |                                                                    |                                                                 |                                |                 |
|                                   | Пост завода имени Бадаева Код 198118                               | Набережная Тараса Шевченко                                      | Дорогомилово                   | (T) (Я) (O) (W) |
|                                   | Пост Камушки                                                       | Тестовская улица                                                | Пресненский                    | (T) (Я) (O) (W) |

## Комментарии
1. ↑  Пары платформ № 1, 2 и № 3, 4 находятся в значительном удалении друг от друга. В основном для пригородного движения используются платформы № 1 и 2; платформы № 3 и 4 не используются в штатном режиме
2. ↑  Также стыковая междудорожная (передаточная на МЖД) САИПС: 060213, 060228 (САИПС — условные раздельные пункты границы дорог[4])
3. ↑  Также стыковая междудорожная (передаточная на МЖД) САИПС: 059998 (САИПС — условный раздельный пункт границы дорог[4])
4. ↑  Включает в себя сортировочный парк Перово IV (бывшая станция Москва-Сортировочная-Рязанская); остановочный пункт в границах станции имеет название Чухлинка
5. ↑  Остановочный пункт в границах станции в расписании фигурирует как Москва-Товарная
6. ↑  Включает парки Люблино-Северное и Люблино-Южное
7. ↑  Расположен по I и II путям; по III и IV путям находилась одноимённая станция (промежуточная 4 класса), теперь фактически часть перегона
8. ↑  От станции идут пути к экспериментальной кольцевой железной дороге ВНИИЖТ
9. ↑  Станция расположена по III и IV путям. Остановочный пункт Силикатная находится южнее в Московской области на перегоне по I и II путям (часть станции также находится в Московской области)
10. ↑  Остановочный пункт в границах станции имеет название Дербеневская
11. ↑  Остановочный пункт в границах станции имеет название Варшавская
12. ↑  Остановочный пункт Чертаново расположен на перегоне по I и II путям, а станция — по III пути
13. ↑  В документации используется название Бирюлёво-Товарная с ошибкой в согласовании слова «Товарная»
14. ↑  В документации используется название Бирюлёво-Пассажирская с ошибкой в согласовании слова «Пассажирская»
15. ↑  Также включает в качестве товарного парка бывшую до 2015 грузовую станцию 1 класса Москву-Товарную-Киевскую (код ЕСР 198002, коорд. (T) (Я) (O) (W))
16. ↑  Остановочный пункт в границах станции в расписании и на схеме ЦППК фигурирует как Москва-Сортировочная
17. ↑  Остановочный пункт в границах станции в расписании фигурирует как Очаково
18. ↑  На схеме ЦППК обозначена как Мещёрская
19. ↑  Расположен на ответвлении
20. ↑  Фактически разъезд
21. ↑  Расположена на ответвлении
22. ↑  Расположен на ответвлении
23. ↑  Небольшая юго-западная часть станции находится в Московской области.
24. ↑  Остановочный пункт в границах станции в расписании и на схеме ЦППК для МЦД фигурирует как Белорусская
25. ↑  В справочнике железнодорожных станций дата открытия — 1964 год, но остановочный пункт присутствует в расписании 1949 года[19]
26. ↑  В справочнике железнодорожных станций дата открытия — 1964 год, но остановочный пункт присутствует на карте Москвы 1952 года[20][21]
27. ↑  Остановочный пункт в границах станции называется Кунцевская (код ЕСР 181687[1])
28. ↑  Остановочный пункт в границах станции в расписании и на схеме ЦППК для МЦД фигурирует как Савёловская
29. ↑  Точная дата неизвестна[23]
30. ↑  Небольшая северная часть станции находится в Московской области.
31. ↑  Остановочный пункт в границах станции в расписании и на схеме ЦППК фигурирует как Тушинская
32. ↑  Граница установлена по Посту-Алексеевскому Московско-Смоленского региона, входящего в границы станции Москва-Рижская
33. ↑  Остановочный пункт в границах станции имеет название Площадь трёх вокзалов
34. ↑  На данном участке отсчёт идёт от Александрова-1
35. ↑  Часть станции находится в Московской области
36. ↑  Часть станции находится в Московской области
37. ↑  На данном участке отсчёт идёт от пересечения с Главным ходом ОЖД, там же он и заканчивается на отметке 53,989 км
38. ↑  Расположена на ответвлении от станции Андроновка, возможно закрыта (отсутствует в тарифном руководстве № 4)
39. ↑  Расположена на ответвлении
40. ↑  Указан километраж соединительной ветки от станции Перово
41. ↑  Расположена на ответвлении
42. ↑  Указан километраж соединительной ветки от станции Перово
43. ↑  Расположена на ответвлении
44. ↑  Указан километраж соединительной ветки от станции Угрешская к станции Люблино-Сортировочное
45. ↑  Старая платформа, заменена платформой «Ростокино», расположенной на 250 м южнее.
46. ↑  Была грузовой станцией 3 класса, закрыта 24 октября 2008. Ныне Ярославский парк станции Лосиноостровская.[28]
47. ↑  Являлся вокзалом Нижегородского (ныне Горьковского) направления.
48. ↑  Находилась у ответвления к Нижегородскому вокзалу, были две остановки поездов: Москва Рогожская и Москва Рогожская пост.
49. ↑  Находился между Серпом и Молотом и Карачарово (ССВ к Москве-Товарной-Курской и Северному Посту, ранее также и ответвление к Нижегородскому вокзалу).
50. ↑  Старый остановочный пункт, заменён платформой «Нижегородская», расположенной на 500 м западнее.
51. ↑  Находилась на тупиковом ответвлении от станции Очаково, в 1950-х была станцией общего пользования, после постройки Очаково II станция стала ППЖТ[31][32].
52. ↑  Находилась на тупиковом ответвлении от станции Очаково I.
53. ↑  Пост и платформа. Располагался севернее нынешней платформы Тимирязевская (примыкание ССВ к Ленинградскому напр.).
54. ↑  Старая платформа, заменена платформой «Стрешнево», расположенной в 400 м западнее.
55. ↑  Закрыт с 25 июня 2021 в связи с открытием платформы Щукинская на 1 км западнее.
56. ↑  Находилась в границах станции Бекасово-Сортировочное на I пути.
57. ↑  По документам является законсервированным парком Симоново станции Бойня.
58. ↑  Также и пост, ныне пост в границах станции Пресня.
59. ↑  Ранее был отдельный путевой пост и по кр.мере служебный о.п.[33] Ныне пост в границах станции Москва-Рижская.
60. ↑  В расписании и на схеме ЦППК фигурирует как Станколит
61. ↑  Пост Бадаева и Камушки находились на ветке Москва-Пасс.-Киевская — Москва-Тов.-Смоленская между Киевским и Смоленским направлениями. Строительство остановочного пункта "Кутузовская" МЦД-4 планируется напротив места бывшего поста с противоположной стороны линии МК МЖД
62. ↑  Также назывался Пост Дорогомилово. В рамках строительства эстакадного участка МЦД-4 через рку Москву ведётся сооружение одноимённого остановочного пункта с противоположной стороны от линии МК МЖД с переходом на станцию МЦК "Деловой центр"